# 小久保純一
小久保 純一（こくぼ じゅんいち、1957年 - ）は、日本の教育者 。大阪夕陽丘学園短期大学 学長、元名古屋芸術大学 教授。元地方公務員、政治家。民間公募により青森県十和田市副市長、三重県朝日町教育委員会教育長を務めた。

## 経歴
三重県鳥羽市神島町出身。立教大学経済学部経営学科卒業。三重県職員、鳥羽市議会議員、会社経営等を経て、経営コンサルタント会社・精密機器メーカーに勤務し、民間企業の経営改革に取り組む。1994年、三重大学大学院を修了。学位は修士（教育学）、修士（社会科学）。
2003年9月、三重県の教育長として初めての公募であった三重県朝日町教育長に就任した。学校は教育サービスと考え「あさひ学びプラン」 を策定。顧客満足度の向上を求め教育行政に民間の経営感覚を導入する教育改革を推進した が翌年教育委員再任議案が町議会で否決され再任は果たせなかった。
その後は名古屋経済大学のキャリアセンター長、学務部長として大学改革に取り組み、2009年7月1日、公募により青森県十和田市副市長に就任。また十和田中央病院の経営改革検討委員会のメンバーも務めた。副市長は2012年に退任。
副市長退任後は名古屋芸術大学人間発達学部子ども発達学科教授として経済学・組織論・起業論の講義を担当するとともに同学を運営する学校法人名古屋自由学院の理事を務める。
鳥羽市長選挙に2度立候補している。1度目は1997年に鳥羽市議会議員3期目を途中で辞し出馬したが落選、2度目は2021年に市長給与の2割削減などを掲げて出馬したが、現職の中村欣一郎に敗れた。
2022年4月から大阪夕陽丘学園短期大学学長。。

## 著作
- 『改革の強化書』『新渡戸三代』（文芸社）『病院再生への挑戦』『続・病院再生への挑戦』（共著、日本医学出版）等。